# Краль, Ивица
И́вица Краль (черног. Ивица Краљ; 26 марта 1973, Котор, СР Черногория, СФРЮ) — югославский и черногорский футбольный вратарь. 

## Биография
Участник чемпионата мира 1998 года и чемпионата Европы 2000 года в составе сборной Югославии. Наиболее известен по выступлениям за белградский «Партизан». Трижды Краль пытался закрепиться в заграничном клубе, и все три раза это было неудачно: за один сезон в «Порту» он провёл всего 7 игр в чемпионате, за три года в голландском ПСВ — также 7 игр в чемпионате, а в российском «Ростове», в котором он находился с августа по ноябрь 2007 года, Краль так ни разу и не вышел на поле в официальном матче. В 2008—2009 гг. выступал за словацкий «Спартак» (Трнава).
В составе «Партизана» чемпион Союзной Республики Югославия 1995/96, 1996/97, чемпион Сербии и Черногории 2004/05. Ивица впервые был вызван в команду в 16 лет, когда получил травму основной вратарь Фахрудин Омерович.
У Ивицы есть жена Драгана, журналистка по профессии, и дочь Сара.
Повесив бутсы на гвоздь Краль некоторое время проработал агентом сербских футболистов. В январе 2015 года он был назначен президентом сербского клуба «Мачва». В ноябре 2020 года, проработав пять с половиной лет ушел в отставку со своей должности.
В сентябре 2022 года был назначен спортивным директором «Партизана». В сентябре 2024 года Краль был уволен со своей должности, и его заменил предыдущий спортивный директор белградцев Ивица Илиев.